# Боднарук Христина Миколаївна
Христина Миколаївна Боднарук (нар. 6 серпня 1994, м. Тернопіль, Україна) — українська художниця.

## Життєпис
Христина Боднарук народилася 6 серпня 1994 року в місті Тернополі Тернопільської области України.
Закінчила Тернопільську обласну експериментальну комплексну школу мистецтв імені Ігоря Ґерети (2012), факультет мистецтв Тернопільського національного педагогічного університету імені Володимира Гнатюка (2017), кафедру монументального мистецтва Львівської національної академії мистецтв (2018).

## Творчість
Малюванням почала займатись у 14 років. Успадкувала художниця талант від свого дідуся, іменитого тернопільського митця Віктора Макарова, якого називали Ван Гогом сучасности. Працює в стилі реалізму та постмодернізму; галузі станкового мистецтва.
Учасниця художньо-мистецьких пленерів.
Тернопільська художниця Катерина Кутенська, вражена рівним виконання кожної з картин.
Деякі полотна художниці знаходяться в приватних колекціях Ірландії, Англії, США, Нової Зеландії, Франції, Швейцарії, Іспанії, Ісландії, Гонконгу.

### Виставки
- 2012 — «Кришталева палітра» (м. Київ, Україна)[11];
- 2012 — «Люди і квіти» (ТОКМ; м. Тернопіль, Україна)[12];
- 2016 — «XXV виставка молодих художників Тернопільщини» (ТООНСХУ; м. Тернопіль, Україна)[13];
- 2019 — «Сніг у Флоренції» (Галерея Сценографії; м. Львів, Україна)[14];
- 2019 — «Протилежності» (Спліт; м. Львів, Україна)[6][15];
- 2020 — «Наші — 2020» (Галерея ЛНАМ; м. Львів, Україна);
- 2020 — «Arte Ucraniano de Madrid» (Gnativ Gallery; м. Мадрид, Іспанія)[16];
- 2021 — «Деталь» (ТОКМ; м. Тернопіль, України)[17][18][19][20][21].

У 2019 році ініціювала виставку картин свого дідуся в Тернопільському обласному художньому музеї під назвою «Віктор Макаров 1932-2018 рр. Меморіальна виставка».

### У книгах
Авторка малюнків у книгах:
- «Святкові пригоди маленького мандрівника» (2017)[24];
- «Темніша за ніч; ясніше за день» (2020)[25];
- «Свобода Выбора! Том первый. Лис» (2020)[26].